# Jerry Stiller
Gerald Isaac "Jerry" Stiller (8 tháng 6 năm 1927 – 11 tháng 5 năm 2020) là một nam diễn viên, nghệ sĩ hài người Mỹ.
Ông đã dành nhiều năm làm tham gia trong bộ đôi hài kịch Stiller và Meara cùng với vợ mình, Anne Meara, người mà ông đã kết hôn và sống với nhau hơn 60 năm cho đến khi bà qua đời vào năm 2015. Stiller chứng kiến sự hồi sinh của sự nghiệp muộn bắt đầu từ năm 1993, vào vai cha của George Costanza Frank trong bộ phim sitcom Seinfeld, một phần giúp anh được đề cử giải Emmy. Năm Seinfeld lên sóng, Stiller bắt đầu vai diễn Arthur Spooner lập dị trong loạt phim hài CBS The King of Queens, một vai diễn khác thu hút được sự hoan nghênh rộng rãi của ông.
Stiller là cha của nam diễn viên Ben Stiller, và hai cha con xuất hiện cùng nhau trong các bộ phim như Zoolander, Heavyweights, Hot Pursuit, The Heartbreak Kid, và Zoolander 2.  Ông cũng đã thực hiện công việc lồng tiếng cho truyền hình và các bộ phim bao gồm The Lion King 1½ và Planes: Fire and Rescue. Trong sự nghiệp sau này, Stiller được biết đến với vai những nhân vật cục cằn và lập dị, những người vẫn được yêu mến.

## Thời thơ ấu
Stiller là người con cả trong gia đình có 4 anh em, ông là con trai của Bella và William Stiller.